# Huixian
Huixian (辉县市S, HuīxiànP) è una città-contea della Cina, situata nella provincia di Henan e amministrata dalla prefettura di Xinxiang.